# Донатас Малінаускас
Донатас Малінаускас (лит. Donatas Malinauskas; 7 березня 1869, Краслава — 30 листопада 1942, концтабір ГУЛАГ СССР поблизу Бійська) — литовський політик і дипломат, один із двадцяти сигнаторів (підписантів) Акта про незалежність Литви від 16 лютого 1918 року.
Жертва сталінського терору.

## Біографія
Народився у Латвії у польській шляхетній родині. Батько був полковником російської імператорської армії. Литовський національний дух набув від матері, яка, у свою чергу, була під сильним впливом свого брата, патріота Литви Бернарда Кястутіса-Гедімінаса.
Відвідував школу у Вільнюсі та Мінську, пізніше поїхав до Австро-Угорщини, де навчався в у Львівській Академії сільського господарства, згодом — у чеському місті Табор, в якому познайомився з діяльністю чеського національного руху.
Після завершення навчання повернувся до Російської імперії в Литву. Зайнявся господарством у маєтках поблизу Тракая, а також захистом литовської мови у публічному і церковному житті. Був довіреною особою литовського священника, який займався поширенням литовської літератури. 1900 року став фігурантом кримінальної справи про контрабанду литовської літератури, але арешту не зазнав. Став членом таємної литовської організації Братство Дванадцяти апостолів. 1901 року їм вдалося добитися, щоб принаймні одна церква у Вільнюсі — Святого Миколая — провадила служби литовською мовою. В 1906 році разом з пастором Йонасом Басанвічусом, брав участь у підготовці меморандуму до Римського Папи про статус литовської мови та церкви.
1918 року його обрано до найвищого представницького органу литовської нації — Таріба. Голосував за Акт про незалежність Литви від 16 лютого 1918 року і став одним із сигнаторів.
У міжвоєнний період був на дипломатичній службі у Чехословаччині (1920-ті роки), В 1931 році призначений Надзвичайним та Повноважним послом Литви в Естонії.
На власні кошти організував масштабні археологічні роботи з пошуку останків Вітаутаса Великого.
Після окупації Литви Радянським Союзом, влітку 1941 року викрадений бандою НКВД. Найімовірніше вбитий у одному з концтаборів системи ГУЛАГ СССР. В 1993 році Малінаускас перепохований у Литві.